# Moritz Heinrich von Arnstedt
Moritz Heinrich von Arnstedt, auch von Arnstädt (* 1679; † 1752), war ein königlich-polnischer und kurfürstlich-sächsischer Generalleutnant.

## Leben
Er stammte aus der Adelsfamilie von Arnstedt. Seine Eltern waren der Dekan Erasmus Christian von Arnstedt († 1706) und dessen Ehefrau Anna Elisabeth von dem Haus († 1703) aus dem Haus Eimbeckhausen. Seine älteren Brüder waren der Generalmajor Jost Friedrich von Arnstedt und der Oberst Ludwig Brand von Arnstedt (* 1644; † 1732).
Wie seine Geschwister besuchte er die Domschule in Magdeburg. Später trat er in den Dienst des König-Kurfürsten August des Starken. Er wurde am 18. August 1716 zum Oberstleutnant und 22. August 1732 zum Oberst beförderte. Er wurde dann als Nachfolger seines Bruders Ludwig, Chef des Dragonerregiments. Am 11. Oktober 1741 wurde er Generalmajor und gab das Regiment an den Oberst Rex ab. Am 18. November 1745 wurde er noch zum Generalleutnant ernannt.
Er war mit Johanne Christiane von dem Werder († 3. Februar 1743) aus dem Haus Posterstein verheiratet. Das Paar hatte vier Töchter:
- Anna Brigitta Henriette (* 28. Oktober 1722)
- Johanna Sydonia Charlotte (* 1. Dezember 1724)
- Sabine Juliane Frederike (* 1. Januar 1726)
- Eleonora Anna Maria (* 15. Mai 1728)